# Somló Lajos
Somló Lajos Drotloff (Budapest, 1912. augusztus 19. – 1980. augusztus 4.) válogatott atléta, olimpikon.

## Pályafutása
Sportpályafutása döntő részét fővárosi klubokban töltötte, ahol a Ferencvárosi TC, majd a MAC sportolója volt. Menet közben a Dorogi AC atlétika szakosztályához igazolt, ahol mestere Stolmár Károly volt. 1930-ban a 4 × 100 méteres síkfutásban, míg 1934-ben hármasugrásban magyar bajnok, 1936-ban pedig távolugrásban csapat bajnoki címet szerzett. Részt vett a berlini olimpián 1936-ban, ahol hármasugrásban 14,60-as teljesítménnyel a 12. helyen végzett.
1940-ben hármasugrásban újra magyar bajnok lett, 1942-ben és 1944-ben távolugrásban csapat bajnoki címet nyert. 1940-ben az éves pontversenyben, hármasugrásban a rangsor élén végzett.  Az országos bajnokságokon ötször ezüstérmes lett hármasugrásban. Az ország egyik legkiemelkedőbb ugróatlétája volt, aki rövidtávfutóként is kiváló eredményeket ért el.